# ژان کلود ریچارد (بازیکن فوتبال)
ژان کلود ریچارد (انگلیسی: Jean-Claude Richard؛ زادهٔ ۳۱ ژانویهٔ ۱۹۴۶) بازیکن فوتبال اهل سوئیس است.
از باشگاه‌هایی که در آن بازی کرده‌است می‌توان به باشگاه فوتبال سیون اشاره کرد.